# Cory McAbee
Cory McAbee (nascut el 29 d'agost de 1961, Santa Venetia, Califòrnia, EUA) és un escriptor, director, cantant i compositor estatunidenc.

## Biografia
Cory McAbee va néixer al nord de Califòrnia com el més jove de tres fills. El seu pare era mecànic d'automòbils i la seva mare era mestra d'educació infantil. McAbee va passar els seus estius vivint amb els seus avis al desert de Nevada. L'educació formal de McAbee va acabar amb l'escola secundària.
Als vint anys, Cory McAbee va aprendre a escriure i interpretar música formant una banda. La banda mai va ser ben rebuda. Es va dissoldre després del primer any.
Durant els següents dotze anys, McAbee va treballar com a cap de seguretat en bars i discoteques de tot San Francisco. El 1989 van formar el grup musical, The Billy Nayer Show. El 1990 McAbee va completar el seu primer curt d'animació, Billy Nayer. La pel·lícula es va estrenar en la seva forma final al Festival de Cinema de Sundance de 1992.
Durant els dos anys següents, McAbee va escriure i dirigir curtmetratges com The Ketchup and Mustard Man i The Man on the Moon. Com a mitjà d'autodistribució, McAbee va desenvolupar actuacions musicals en directe que incorporaven els seus curtmetratges. L'espectacle es deia The Billy Nayer Chronicles. Es va presentar al Festival de Cinema de Sundance de 1995 com el primer esdeveniment multimèdia del festival.
El 1996 McAbee va escriure el seu primer llargmetratge, The American Astronaut. El guió va ser acceptat al laboratori de guionistes de Sundance de 1998. La pel·lícula es va estrenar al Festival de Cinema de Sundance de 2001.
El 2007 va escriure Stingray Sam amb la intenció d'autodistribuir-se en múltiples plataformes. Stingray Sam es va estrenar al Festival de Cinema de Sundance 2009.
El 2011 The Billy Nayer Show va llançar el seu últim àlbum i es va dissoldre.
El 2012 McAbee va llançar una funció experimental sense pressupost, Crazy and Thief.
L'any 2012 McAbee va fundar l'International Arts Collaborative Captain Ahab's Motorcycle Club, amb l'objectiu de crear solidaritat internacional entre artistes mitjançant la creació d'un llargmetratge de generació mundial, anomenat Deep Astronomy. A partir del 2012 i fins al 2017, McAbee va fer concerts de suport a aquest projecte als Estats Units, Europa i Austràlia. El 2015, McAbee va gravar i produir el seu primer àlbum en solitari, Small Star Seminar, que es va convertir en un catalitzador de la narrativa de la pel·lícula.
El 2017 McAbee va desenvolupar una actuació en directe titulada Deep Astronomy and the Romantic Sciences. Les actuacions es van crear amb la finalitat d'entreteniment en directe i com a esdeveniments que han de ser documentats pels col·laboradors per utilitzar-los en aquest llargmetratge, i es van estrenar al Festival de Cinema de Sundance 2018. Deep Astronomy s'havia de completar el 2018 per a l'estrena del festival el 2019, però ara s'acabarà el 2022.

## Filmografia
| Any  | Títol                                    | Director | Guionista | Compositor | Actor | Paper                       | Notes                   |
| ---- | ---------------------------------------- | -------- | --------- | ---------- | ----- | --------------------------- | ----------------------- |
| 1992 | Billy Nayer                              | Sí       | Sí        | Sí         | Sí    | Home al bar                 |                         |
| 1993 | The Man on the Moon                      | Sí       | Sí        | Sí         | Sí    | Marit abatut                |                         |
| 1994 | The Ketchup and Mustard Man              | Sí       | Sí        | Sí         | Sí    | The Ketchup and Mustard Man |                         |
| 2001 | The American Astronaut                   | Sí       | Sí        | Sí         | Sí    | Samuel Curtis               |                         |
| 2006 | The Guatemalan Handshake                 |          |           |            | Sí    | Spank Williams              |                         |
| 2006 | Land of the Blind                        |          |           |            | Sí    | Torturer / Mister Salty     |                         |
| 2008 | The Onion Movie                          |          |           |            | Sí    | Home en vestit              |                         |
| 2009 | It Came from Kuchar                      |          |           |            | Sí    | Ell mateix                  |                         |
| 2009 | Stingray Sam                             | Sí       | Sí        | Sí         | Sí    | Stingray Sam                |                         |
| 2012 | Crazy & Thief                            | Sí       | Sí        | Sí         |       |                             | Director de fotografia  |
| 2012 | Butterfly Stories                        |          |           |            | Sí    | Ell mateix                  |                         |
| 2019 | Deep Astronomy                           | Sí       | Sí        | Sí         | Sí    | Cory McAbee                 | Rodatge / Postproducció |
| 2022 | Deep Astronomy and the Romantic Sciences | Sí       | Sí        | Sí         | Sí    | Cory McAbee                 | Rodatge / Postproducció |